# Скомпільований файл довідки в форматі HTML
Microsoft Compiled HTML Help — пропрієтарний формат довідки, розроблений Microsoft, та вперше випущений в 1997 як наступник Microsoft WinHelp. Вперше представлений з релізом Windows 98, і дотепер підтримується і поширюється з платформами Windows XP, Vista та Windows 7.

## Застосунки
Початково формат розроблявся тільки для файлів довідки, але з того часу були знайдені інші використання. Він зручний для запаковування збережених сторінок HTML в один компактний архів з можливістю перегляду і для створення електронних книг. Дехто використовує його для збереження нотаток, тому що він організовує все у впорядковану ієрархічну таблицю і дозволяє швидкий пошук тексту.

## Читання на інших платформах

### GTK
- GnoCHM на SourceForge.net
- CHMsee [Архівовано 26 листопада 2010 у Wayback Machine.]
- FBReader

### Qt
- Okular (потребує KDE 4)
- kchmviewer [Архівовано 26 січня 2011 у Wayback Machine.] (не потребує KDE)
- KCHM на SourceForge.net (потребує KDE 3)
- chmcreator [Архівовано 21 липня 2010 у Wayback Machine.]

### Інші
- xCHM
- arCHMage на SourceForge.net — розпаковувач архіву. Іноді має проблеми з кириличними кодуваннями.
- DisplayCHM[1]
- CHM Reader Firefox addon
- Free Pascal CHM package [Архівовано 27 жовтня 2010 у Wayback Machine.]

### Mac OS X
- CHMox [Архівовано 24 липня 2011 у Wayback Machine.]
- iChm [Архівовано 2 січня 2011 у Wayback Machine.]
- ArCHMock [Архівовано 11 вересня 2010 у Wayback Machine.]

### iPhone / iPod touch
- ReadCHM [Архівовано 23 березня 2014 у Wayback Machine.]
- CHMate
- iChm [Архівовано 2 січня 2011 у Wayback Machine.]

### iPad
- ReadCHM [Архівовано 23 березня 2014 у Wayback Machine.]
- CHMate

### Android
- FBReaderJ

### Windows
- FBReader

## Запис на інших платформах
- Free Pascal CHM package  [Архівовано 27 жовтня 2010 у Wayback Machine.]

## Зноски
1. ↑  Displaychm [Архівовано 24 липня 2011 у Wayback Machine.], KDE Service Menu